# Погребения от Пазърък
Погребенията от Пазирик са поредица от двадесет и шест скитски гробници от желязната епоха открити в долината Пазирик на платото Укок в Русия, в склоновете на западен Алтай, южно от град Новосибирск, близо до границите с Китай, Казахстан и Монголия. Редица сходни погребения са открити в съседство в Западна Монголия. Тези комплекси от погребения съставляват така наречената пазиришка култура.
Гробниците са скитски тип кургани, представляват ями с ниши облицовани с дърво и са покрити отгоре с големи камъни, датирани са от 4 – 3 век преди новата ера. Местността е включена в Списъка на световното културно и природно наследство на ЮНЕСКО. В гробниците са открити множество предмети в състояние на постоянна замръзналост поради което те са добре запазени. Поради предпазващото влияние на изолиращия леден слой, в някои от гробниците са открити добре запазени органични субстанции. Открити са символи на слънцето, геометрични кръгове и розети, множество мотиви на животни и маски с ясно изразен гръцко-римски произход.
Първата гробвица в Пазирик е открита от руския археолог М. Грязнов през 1929 г., гробници от 2 до 5 са открити от Сергей Руденко през 1947 – 1949 г. Въпреки че част от гробниците са ограбени още в древността, все пак са открити погребани коне, седла от плат, тъкани килими и 3 метра висока погребална каляска с четири колела датирани от 5 век преди новата ера.
Краниологичните изследвания на проби от погребенията в Пазирик показват, че повечето черепи са европеиден тип, като някои показват монголоидни черти.